# NanoSail-D2
NanoSail-D2 est un petit satellite construit par la NASA, la Marshall Space Flight Center et la Ames Research Center pour tester le déploiement et l'utilisation d'une voile solaire dans l'espace. Lancé le 19 novembre 2010 à bord du satellite FastSat, sa mission n'a débuté que le 17 janvier 2011 et s'est achevée le 17 septembre 2011 lorsque le satellite s'est consumé en pénétrant dans les couches plus épaisses de l'atmosphère terrestre après 243 jours de service.

## Historique
Le satellite NanoSail-D2 est initialement un exemplaire de rechange du microsatellite expérimental NanoSail-D (en) développé par la NASA. Celui-ci devait tester l'utilisation d'une petite voile solaire. À la suite de l'échec du lancement de NanoSail-D par la fusée Falcon 1, NanoSail-D2 est amélioré durant deux ans avant d'être  incorporé dans la mission FastSat (en) rassemblant 6 expériences technologiques.  FastSat (en) et NanoSail-D2 sont lancés le 19 novembre 2010 par une fusée Minotaur IV depuis la base de Kodiak. NanoSail-D2 devait se détacher de  FastSat le 6 décembre puis la voile solaire devait se déployer trois jours plus tard mais bien que les portes d'éjection se soient ouvertes la première étape NanoSail-D2 n'a pas été éjecté. Alors que la NASA pensait  la mission perdue le satellite a été éjecté le 19 janvier 2011 et la voile solaire  s'est déployée correctement sans intervention. La voile solaire a réagi conformément à ce qui était prévu. Après une mission de 243 jours, NanoSail-D2 se consume dans l’atmosphère terrestre le 17 septembre 2011.

## Caractéristiques
Le satellite NanoSail-D2  a, en position repliée, une taille de 30 × 10 × 10 centimètres et pèse environ 4 kg. Le satellite a le format d'un triple CubeSat (3U). Sa voile solaire est de forme carrée, mesure 10 m2 et se déploie en 5 secondes. Elle est réalisée en CP1, un matériau réfléchissant de 7,5 microns d'épaisseur. Le satellite dispose d'une électronique qui commande le déploiement et les communications. Lorsque la voile se déroule 4 mats longs de 2 mètres se déplient pour maintenir la voile étendue. L'énergie du satellite est fournie par 8 batteries Lithium-Ion.

## Objectifs
Les objectifs de la mission étaient :
- étudier l'efficacité de la technique utilisée pour  déployer la voile en orbite, en vue d'éventuelles améliorations
- mesurer le comportement de la voile en fonction de l'activité solaire
- analyser la faisabilité d'un recours aux voiles solaires pour désorbiter les satellites à court de carburant, et ainsi répondre au problème des débris spatiaux.

## Galerie

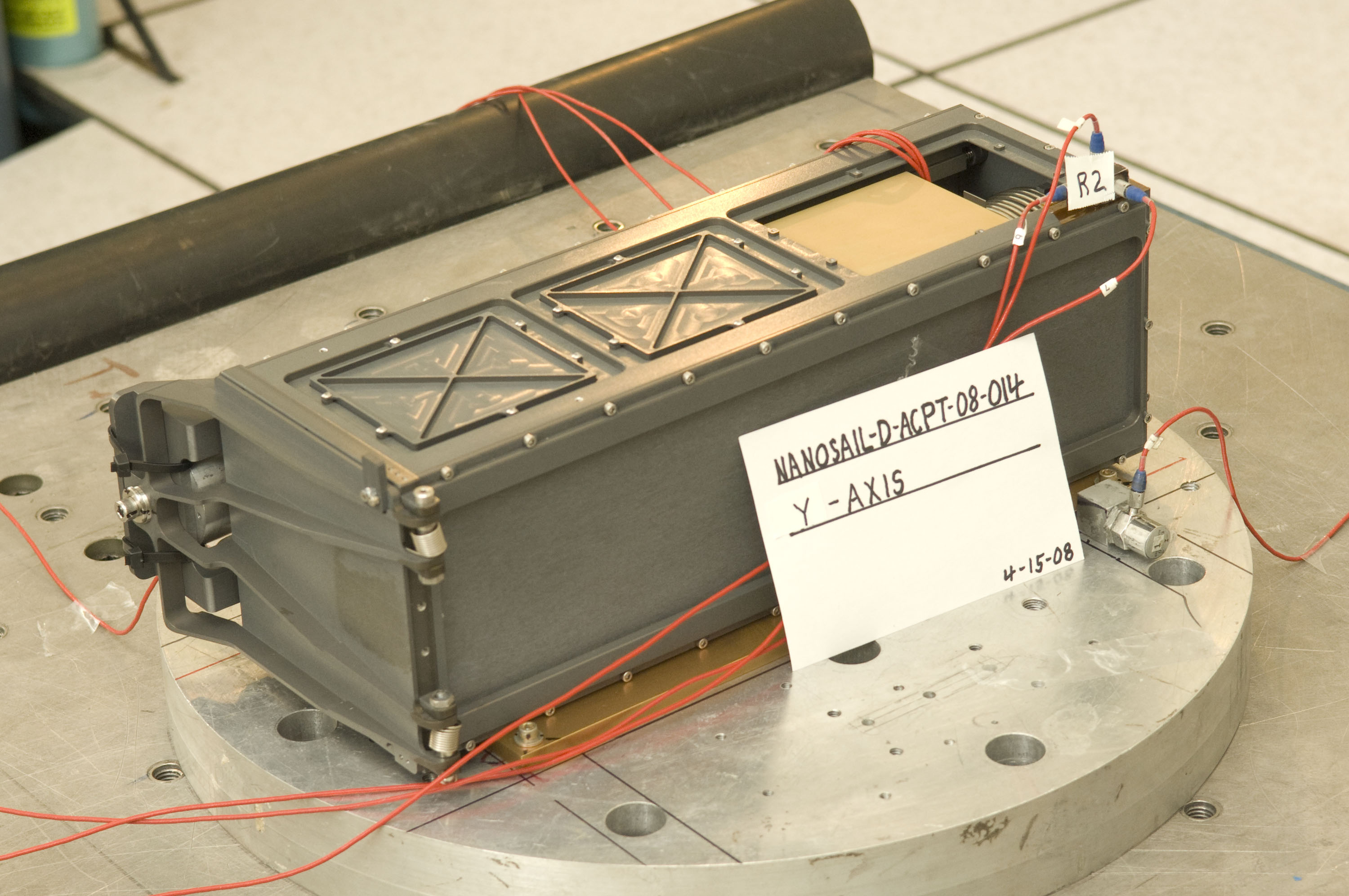
En position repliée, le satellite passe des tests de vibration
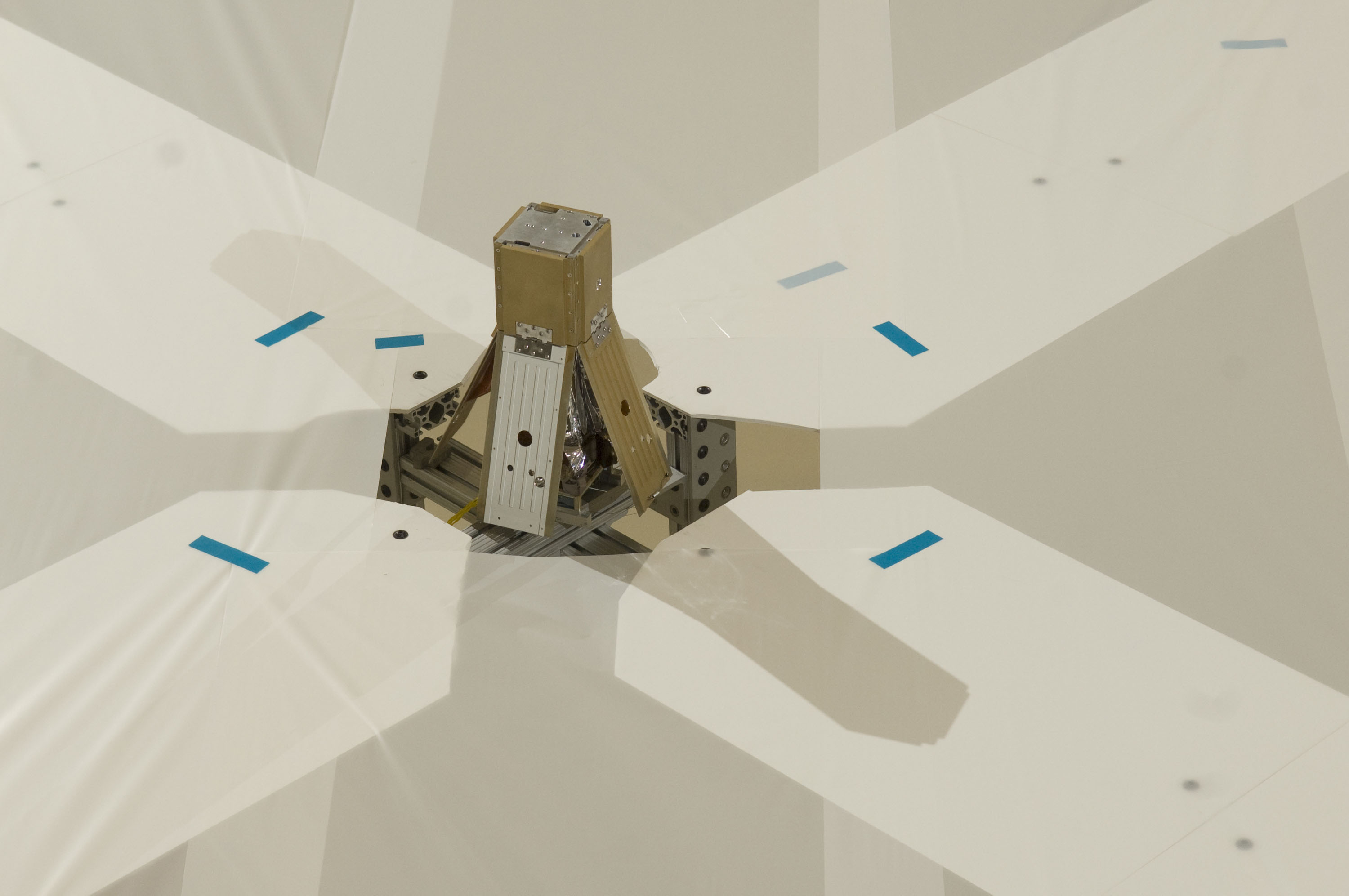
Le déploiement de la voile est initié : les flancs du satellite sont partiellement ouverts
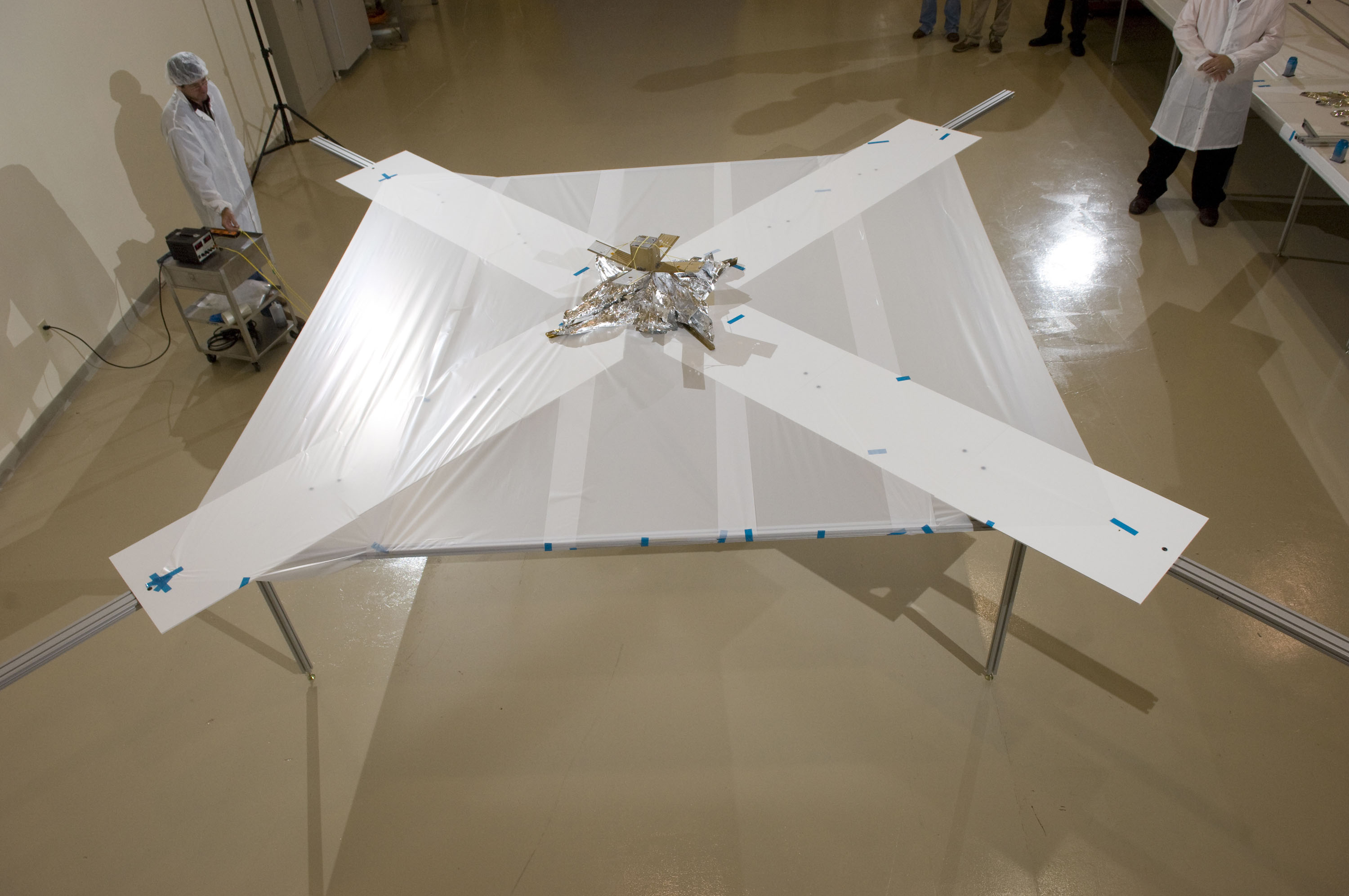
Le déploiement de la voile (partie aluminée) a débuté. La toile blanche sert de support pour le test.
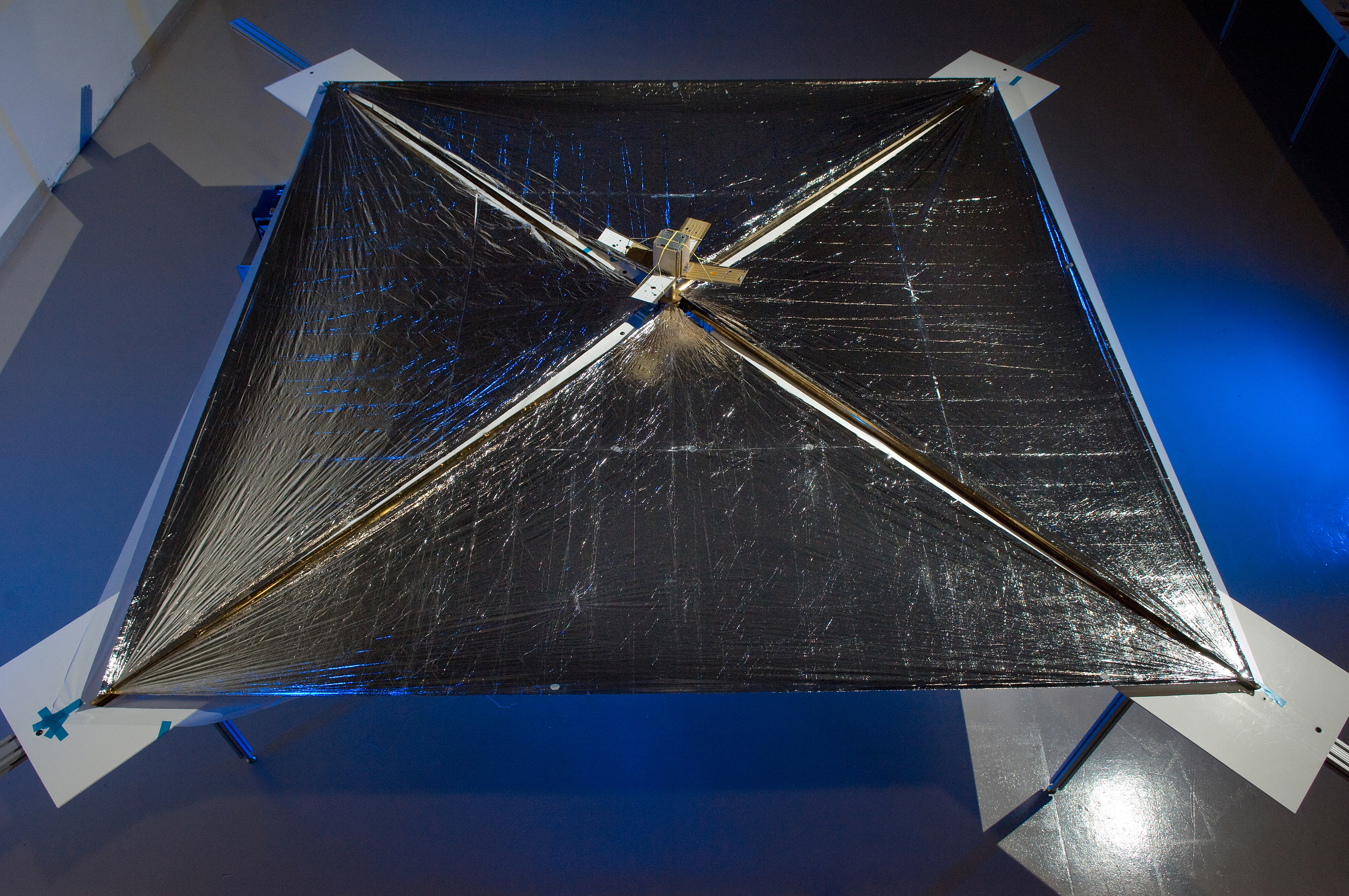
La voile solaire est déployée